# 小金井市立前原小学校
小金井市立前原小学校（こがねいしりつ こがねいまえはらしょうがっこう）は、東京都小金井市にある公立小学校。

## 沿革
- 1964年 前原小学校開校。
- 1965年 校歌制定。
- 1966年 プール完成、プール開き。
- 1986年 学校保健優秀校として都より表彰される。
- 1988年 学校歯科保健優良校として都より表彰される。
- 1990年 開校記念日を5月29日と定める。
- 1991年 学校給食優良校として都より表彰される。
- 2002年 耐震工事完了。
- 2011年 普通教室エアコン工事完了。
- 2012年 校庭芝生開き。

## 通学区域
小金井市公式サイトより。
- 小金井市
  - 前原町三丁目全域
  - 前原町五丁目全域
  - 貫井南町一丁目〜二丁目全域

## アクセス
武蔵小金井駅から徒歩11分。

## 著名な出身者
- 山本恵大 - プロ野球選手
- 中山美穂 - 女優、歌手